# Bosanski Osredci
Bosanski Osredci (szerbül: Босански Осредци) szerb falu Bosznia-Hercegovinában, Bihács községben, a Bosznia-hercegovinai Föderáció Una-Szanai kantonjában.

## Fekvése
Bihács központjától légvonalban 53, közúton 72 km-re délkeletre, Drvartól légvonalban 18, közúton 70 km-re nyugatra fekszik. A Drvar-vidék legnyugatibb részén található, beékelődve Horvátországba, amely három oldalról veszi körül. Ennek a résznek a természetes határa a Sredica és a Bulano vrelo patakok medre, majd a Kačegina Draga és keletre, Trubar felé a Kordina Draga szurdoka. Felszíne meglehetősen változatos.

## Népessége
Lakossága 2013-ban 18 fő volt, teljes egészében szerb etnikumú.
| Nemzetiségi csoport | Népesség 1991 | Népesség 2013 |
| ------------------- | ------------- | ------------- |
| Szerb               | 217           | 18            |
| Bosnyák             | 1             | 0             |
| Horvát              | 1             | 0             |
| Jugoszláv           | 1             | 0             |
| Egyéb               | 0             | 0             |
| Összesen            | 219           | 18            |

## Története
1996-ig Drvar községhez tartozott.

## Nevezetességei
Közúti határátkelőhely Horvátország felé.

## Fordítás
- Ez a szócikk részben vagy egészben  a(z)   Босански Осредци című szerb Wikipédia-szócikk ezen változatának fordításán alapul.  Az eredeti cikk szerkesztőit annak laptörténete sorolja fel. Ez a jelzés csupán a megfogalmazás eredetét és a szerzői jogokat jelzi, nem szolgál a cikkben szereplő információk forrásmegjelöléseként.